# Departamento Pellegrini
Das Departamento Pellegrini liegt im Norden der Provinz Santiago del Estero im Nordwesten Argentiniens und ist eine von 27 Verwaltungseinheiten der Provinz.
Es grenzt im Norden an die Provinz Salta, im Osten an die Departamentos Copo und Alberdi, im Süden an das Departamento Jiménez und im Westen an die Provinzen Tucumán und Salta.
Die Hauptstadt des Departamento Pellegrini ist Nueva Esperanza.

## Städte und Gemeinden
Das Departamento Pellegrini ist in folgenden Gemeinden aufgeteilt:
- El Mojón
- Las Delicias
- Nueva Esperanza
- Pozo de Betbeder
- Quebracho Coto
- Rapelli